# Linea Yamaguchi
La linea Yamaguchi (山口線?, Yamaguchi-sen) è una ferrovia regionale di circa 94 km a scartamento ridotto che unisce la città di Yamaguchi, nella prefettura omonima con quella di Masuda, nella prefettura di Shimane, in Giappone. La linea è gestita dalla West Japan Railway Company (JR West) ed è a binario singolo privo di elettrificazione.

## Servizi
Il treno espresso limitato Super Oki unisce le stazioni di Shin-Yamaguchi e Tottori attraverso Yonago percorrendo la linea principale San'in via la linea Yamaguchi. Questa ferrovia è anche famosa per il treno turistico a vapore SL Yamaguchi.
All'interno della città di Yamaguchi circola anche un treno rapido con fermate limitate.

## Stazioni
●：Il treno ferma
｜：Il treno transita
- I treni "Locali" fermano in tutte le stazioni

| Stazione       | Giapponese | Distanza | Rapido Rap. pendolari | Collegamenti                                            | Posizione         | Posizione |
| -------------- | ---------- | -------- | --------------------- | ------------------------------------------------------- | ----------------- | --------- |
| Shin-Yamaguchi | 新山口     | 0.0      | ●                     | ■ Sanyō Shinkansen ■ Linea principale Sanyō ■ Linea Ube | Yamaguchi         | Yamaguchi |
| Suō-Shimogō    | 周防下郷   | 1.0      | ｜                    |                                                         | Yamaguchi         | Yamaguchi |
| Kamigō         | 上郷       | 2.7      | ｜                    |                                                         | Yamaguchi         | Yamaguchi |
| Nihozu         | 仁保津     | 4.6      | ｜                    |                                                         | Yamaguchi         | Yamaguchi |
| Ōtoshi         | 大歳       | 7.3      | ●                     |                                                         | Yamaguchi         | Yamaguchi |
| Yabara         | 矢原       | 8.6      | ●                     |                                                         | Yamaguchi         | Yamaguchi |
| Yudaonsen      | 湯田温泉   | 10.3     | ●                     |                                                         | Yamaguchi         | Yamaguchi |
| Yamaguchi      | 山口       | 12.7     | ●                     |                                                         | Yamaguchi         | Yamaguchi |
| Kami-Yamaguchi | 上山口     | 13.9     |                       |                                                         | Yamaguchi         | Yamaguchi |
| Miyano         | 宮野       | 15.5     |                       |                                                         | Yamaguchi         | Yamaguchi |
| Niho           | 仁保       | 20.2     |                       |                                                         | Yamaguchi         | Yamaguchi |
| Shinome        | 篠目       | 28.9     |                       |                                                         | Yamaguchi         | Yamaguchi |
| Chōmonkyō      | 長門峡     | 32.3     |                       |                                                         | Yamaguchi         | Yamaguchi |
| Watarigawa     | 渡川       | 35.5     |                       |                                                         | Yamaguchi         | Yamaguchi |
| Mitani         | 三谷       | 38.6     |                       |                                                         | Yamaguchi         | Yamaguchi |
| Nagusa         | 名草       | 41.4     |                       |                                                         | Yamaguchi         | Yamaguchi |
| Jifuku         | 地福       | 43.9     |                       |                                                         | Yamaguchi         | Yamaguchi |
| Nabekura       | 鍋倉       | 46.4     |                       |                                                         | Yamaguchi         | Yamaguchi |
| Tokusa         | 徳佐       | 49.9     |                       |                                                         | Yamaguchi         | Yamaguchi |
| Funahirayama   | 船平山     | 52.8     |                       |                                                         | Yamaguchi         | Yamaguchi |
| Tsuwano        | 津和野     | 62.9     |                       |                                                         | Tsuwano, Kanoashi | Shimane   |
| Aonoyama       | 青野山     | 66.1     |                       |                                                         | Tsuwano, Kanoashi | Shimane   |
| Nichihara      | 日原       | 72.8     |                       |                                                         | Tsuwano, Kanoashi | Shimane   |
| Aohara         | 青原       | 77.5     |                       |                                                         | Tsuwano, Kanoashi | Shimane   |
| Higashi-Aohara | 東青原     | 80.6     |                       |                                                         | Tsuwano, Kanoashi | Shimane   |
| Iwami-Yokota   | 石見横田   | 84.7     |                       |                                                         | Masuda            | Shimane   |
| Honmataga      | 本俣賀     | 89.6     |                       |                                                         | Masuda            | Shimane   |
| Masuda         | 益田       | 93.9     |                       | ■ Linea principale San'in                               | Masuda            | Shimane   |